# Sharp Auvi
Auvi（アウビィ）は、シャープが発売していた1ビットデジタルアンプを搭載したオーディオ機器のブランドである。

## 概要
シャープは1998年6月に1ビットデジタルアンプの技術を発表し、同年10月のオーディオエキスポで1ビットデジタルアンプの試作機を参考出品。これを元に1999年に世界初の1ビットデジタルアンプであるSM-SX100の受注生産を開始した。
さらに2000年11月には、低価格の1ビットデジタルアンプ、MD/CD/チューナー、スピーカーを組み合わせたシステムのシリーズをAuviの名称で発売。1ビットデジタルアンプを採用することにより、従来のアナログアンプでは実現できなかった小型化、低価格化を実現した。2001年6月にはAuvi excellence（アウビィ エクセレンス）と名付けたスピーカーレスのハイグレード・モデルのSD-SG11が発売され、ELACやJBLのスピーカーと組み合わせた限定モデルも用意された。
MD/CDシステム（アンプ、MD/CD、スピーカー一体型のシステム）については、2000年11月にSD-FX1が発売された後も2003年5月発売のMD-F350まではアナログアンプを搭載していたモデルがほとんどであったが、同年9月発売のSD-FX10からはAuviシリーズに統合された（MD-F350以前のシリーズ名はMD studio）。2006年発売のSD-FX33を最後にAuviシリーズの新製品は発表されず、結果的に2011年を以ってAuviシリーズやそれ以前のMD studioシリーズ共に展開終了、シャープはオーディオ事業から一旦撤退していたが2021年6月に米VOXX社と合同で当時、業績不振に陥っていた大手音響機器メーカーのオンキヨーホームエンターテイメント（2022年5月経営破綻済。旧・オンキヨー〈2代目法人〉、およびオンキヨー&パイオニア）を傘下に収め、米VOXX社と合同でオンキヨーテクノロジーを設立し事実上、シャープは間接的であるが10年ぶりにオーディオ事業に復帰することとなった。
2009年には、1ビットデジタルアンプを手掛けた技術者が定年後に創業したリリック（本社・福岡市）が「Nmode」ブランドで1ビットアンプをはじめとしたオーディオ機器を開発・販売を行っている。

## ラインナップ
便宜上、Auvi名称の付されていない単体アンプの製品も併せて列挙する。
- 単体アンプ
  - SM-SX1
  - SM-SX10
  - SM-SX100
  - SM-SX200
  - SM-SX300

- 1ビットデジタルシステム
  - SD-NX10（2000年11月）
  - SD-CX1（2000年11月）
  - SD-SG11（2001年6月）
  - SD-CX2（2001年11月）
  - SD-CX3（2001年11月）
  - SD-CX10（2002年3月）
  - SD-NX20（2002年6月）
  - SD-CX8（2002年9月）
  - SD-SG40（2002年12月）
  - SD-CX9（2003年8月）
  - SD-GX1（2004年11月）
  - SD-GX2（2006年4月）

- DVD1ビットデジタルシステム
  - SD-AT10（2002年9月）
  - SD-VH90 / SD-VH9（2003年11月）
  - SD-MX1（2005年8月）

- 1ビットネットワークミュージックシステム
  - SD-AN1（2004年5月）

- 1ビットMD/CDシステム
  - SD-FX1（2000年11月）
  - SD-FX10
  - SD-FX100（カセットデッキ搭載）
  - SD-FX20
  - SD-FX200（カセットデッキ搭載）
  - SD-FX30
  - SD-FX33（USB再生端子搭載、2013年現在においてのAuviシリーズ最終機種。）